# 庫魯馬尼 (布吉納法索)
庫魯馬尼（Kouroumani）為布吉納法索的一座城鎮，由布克萊迪穆翁大區巴瓦省庫卡縣管轄。海拔高度381公尺。2005年人口普查中該城鎮人口有2,359人。

## 氣候
庫魯馬尼的年均溫度為26℃，其中4月為最炎熱的月份，平均溫度可達到31℃；而7月為最寒冷的月份，平均溫度只有23℃。該城鎮的年平均降雨量為1,165毫米，其中8月為最潮濕的月份，平均降雨量達288毫米；而2月為最乾燥的月份，平均降雨量只有1毫米。

## 外部連結
- Satellite map at Maplandia.com[永久]